# Pontificio consiglio per il dialogo con i non credenti
Il Pontificio consiglio per il dialogo con i non credenti è stato un organismo della Curia romana.

## Storia
Il segretariato per i non credenti è stato istituito il 6 aprile 1965 da papa Paolo VI. Il 28 giugno 1988, con la costituzione apostolica Pastor Bonus, promulgata da papa Giovanni Paolo II, è stato elevato a pontificio consiglio prendendo quindi il nome di "Pontificio consiglio per il dialogo con i non credenti".
I compiti di questo dicastero erano:
- manifestare la sollecitudine pastorale della Chiesa verso coloro che non credono in Dio e non professano alcuna religione;
- promuovere lo studio dell'ateismo e della carenza di fede e di religione, indagandone le cause e le conseguenze per quanto riguarda la fede cristiana, con l'intento di fornire sussidi adeguati all'azione pastorale, valendosi soprattutto della collaborazione delle istituzioni culturali cattoliche;
- stabilire il dialogo con gli atei e con i non credenti, ogni volta che costoro siano aperti ad una sincera collaborazione; partecipare a convegni di studio su questa materia per mezzo di persone veramente esperte.

Con la lettera apostolica in forma di motu proprio "Inde a Pontificatus" di Giovanni Paolo II del 25 marzo 1993, il Pontificio consiglio per il dialogo con i non credenti è stato accorpato al Pontificio consiglio della cultura, che ha mantenuto il suo nome.

## Cronotassi

### Presidenti
- Cardinale Franz König † (6 aprile 1965 - 27 giugno 1980 dimesso)
  - Cardinale Paul Poupard (27 giugno 1980 - 27 maggio 1985 nominato presidente del medesimo dicastero) (pro-presidente)
- Cardinale Paul Poupard (27 maggio 1985 - 4 maggio 1993 dimesso)

### Vicepresidenti
- Arcivescovo Antonio Mauro † (12 aprile 1969 - 11 ottobre 1975 nominato amministratore pontificio della basilica di San Paolo fuori le Mura e delegato pontificio per la basilica di Sant'Antonio di Padova)

### Segretari
- Presbitero Vincenzo Miano, S.D.B. (1965 - 1980 dimesso)
- Presbitero Jordán Gallego Salvadores, O.P. (1982 - 1987 dimesso)
- Presbitero Franc Rodé, C.M. (1987 - 1993 nominato segretario del Pontificio consiglio della cultura)

### Sottosegretari
- Monsignore Antonio Grumelli (1966 - 1972 dimesso)
- Presbitero Bernard Henri René Jacqueline (1973 - 24 aprile 1982 nominato pro-nunzio apostolico in Burundi)
- Presbitero Franc Rodé, C.M. (1982 - 1987 nominato segretario del medesimo dicastero)
- Presbitero José Montero, O.P. (1988 - 1991 dimesso)
- Presbitero Lluís Clavell (1991 - 1993 dimesso)